# Зіновать подільська
Зінова́ть поді́льська, або роки́тничок поді́льський (Chamaecytisus podolicus) — багаторічна рослина родини бобових. Вид занесений до Червоної книги України, Європейського червоного списку і Червоного списку Міжнародного союзу охорони природи. Належить до декоративних і медоносних рослин.

## Опис
Листопадний кущ 30-50 (100) см заввишки, 1,8-2,1 м завширшки, нанофанерофіт. Стебла висхідні, волохато-волосисті. Листки трійчасті з обернено-яйцеподібними запушеними листочками. Квітки блідо-жовті або жовті, зібрані по 10-12 штук у головчасті суцвіття на кінцях молодих та торішніх пагонів. Плід — видовженоланцетний, густо волохатий біб. Вага 100 плодів становить 9 г.

## Екологія та поширення
Рослина світлолюбна, посухостійка, полюбляє ґрунти, багаті на кальцій. Морозостійкість посередня, у декоративних насадженнях за північною межею ареалу часто обмерзає. Зростає у карстових западинах, на лучно-степових та вапняково-кам'янистих схилах, часто в угрупованнях з кострицею.
Квітне у червні-липні, часто повторно наприкінці серпня-вересня. Плодоносить у липні-жовтні. Розмножується насінням і вегетативно (стебловими живцями). Рослини ростуть швидко перші три роки, потім починають плодоносити і в цей період темпи росту уповільнюються. Життєздатність насіння 95 %.
Східнокарпатсько-подільський ендемік, за межами основного ареалу розповсюджений також у деяких районах Полісся і Молдови. В Україні трапляється спорадично в Передкарпатті, Розточчі, Опіллі, Західному Поділлі, зрідка — у Закарпатті.

## Значення і статус виду
Українські популяції нечисленні, невеликі за площею, яка постійно скорочується. Відтворення виду незадовільне. Основними чинниками, що зумовлюють зникнення зіноваті подільської, є випалювання степів, видобуток вапняку, розорювання схилів, створення лісових насаджень. Вид охороняється в природному заповіднику «Медобори», національному парку «Подільські Товтри», заказниках «Жижавський», «Чорна гора», пам'ятках природи «Касова Гора», «Урочище Сокіл». Як декоративну рослину зіновать подільську вирощують в Національному ботанічному саду імені Миколи Гришка, Донецькому та Кам'янець-Подільському ботанічних садах.

## Синоніми
- Cytisus podolicus Błocki[1]